# Ennomos
Ennomos är ett släkte av fjärilar som beskrevs av Treitschke 1825. Ennomos ingår i familjen mätare.

## Dottertaxa tillEnnomos, i alfabetisk ordning[1][2]
- Ennomos alniaria
- Ennomos angularia
- Ennomos angustaria
- Ennomos apicata
- Ennomos approximata
- Ennomos aurantiaca
- Ennomos autumnaria
- Ennomos barrettaria
- Ennomos brunneata
- Ennomos brunnescens
- Ennomos cajata
- Ennomos carpinaria
- Ennomos carpiniaria
- Ennomos clara
- Ennomos clausa
- Ennomos costimacula
- Ennomos dartfordi
- Ennomos distincta
- Ennomos effuscaria
- Ennomos equestraria
- Ennomos erosaria
- Ennomos fraxineti
- Ennomos fuscantaria
- Ennomos illineata
- Ennomos infuscata
- Ennomos koreennomos
- Ennomos lacertinaria
- Ennomos latelineata
- Ennomos maculosa
- Ennomos nephotropa
- Ennomos nigrescens
- Ennomos niveosericearia
- Ennomos obsoleta
- Ennomos pallida
- Ennomos perfuscata
- Ennomos pyrrosticta
- Ennomos quercinaria, Hufnagel, 1767, Bokflikmätare
- Ennomos sareptana
- Ennomos schultzi
- Ennomos scotica
- Ennomos sinica
- Ennomos subfuscata
- Ennomos subsignaria
- Ennomos tangens
- Ennomos triangularis
- Ennomos winni
- Ennomos zandi
- Ennomos zona